# Prima Categoria Umbria 1959-1960
Il campionato di calcio di Prima Categoria 1959-1960 è il massimo torneo dilettantistico italiano di quella stagione sportiva. A carattere regionale, fu il primo con questo nome dopo la riforma voluta da Zauli nel 1958.
Questo è il girone organizzato della regione Umbria.
In questa stagione a parità di punteggio non era prevista alcuna discriminante: le squadre a pari punti erano classificate a pari merito (la F.I.G.C.  non teneva conto della differenza reti, utilizzandola solo per il Settore Giovanile).

In caso di assegnazione di un titolo sportivo (sia per la promozione che per la retrocessione) era previsto uno spareggio in campo neutro.
I campioni regionali venivano di norma promossi in Serie D, era però facoltà della Lega Nazionale Semiprofessionisti rifiutare l'ascesa delle società che non venivano reputate in grado di soddisfare i suoi requisiti minimi a livello finanziario ed infrastrutturale: fu questo proprio il caso della G.C.G. Grifo Perugia, campione dei dilettanti dell'Umbria.

## Squadre partecipanti
| Squadra              | Città (provincia)                       | Stagione 1958-1959                                               |
| -------------------- | --------------------------------------- | ---------------------------------------------------------------- |
| Angelana             | Santa Maria degli Angeli di Assisi (PG) | 4º nel Campionato Dilettanti Umbria                              |
| Bastia               | Bastia Umbra (PG)                       | 4º nel Campionato Dilettanti Umbria                              |
| Foligno              | Foligno (PG)                            | 16º nel Campionato Interregionale/F, retrocesso                  |
| G.C.G. Grifo Perugia | Perugia                                 | 1º nel Campionato Dilettanti Umbria, rinuncia alla promozione    |
| Gualdo               | Gualdo Tadino (PG)                      | 8º nel Campionato Dilettanti Umbria                              |
| Marconi              | Spoleto (PG)                            | 12º nel Campionato Dilettanti Umbria, retrocessa e poi ripescata |
| Narnese              | Narni (TR)                              | 4º nel Campionato Dilettanti Umbria                              |
| Nestor               | Marsciano (PG)                          | 8º nel Campionato Dilettanti Umbria                              |
| Orvietana            | Orvieto (TR)                            | Inattiva                                                         |
| Ponte Felcino        | Ponte Felcino di Perugia                | 8º nel Campionato Dilettanti Umbria                              |
| Sassonia             | Foligno (PG)                            | 7º nel Campionato Dilettanti Umbria                              |
| Tiberis              | Umbertide (PG)                          | 11º nel Campionato Dilettanti Umbria                             |
| Virtus               | Terni                                   | 3º nel Campionato Dilettanti Umbria                              |

## Classifica finale
|  | Pos. | Squadra              | Pt | G  | V  | N | P | GF | GS | DR  |
|  | ---- | -------------------- | -- | -- | -- | - | - | -- | -- | --- |
|  | 1.   | G.C.G. Grifo Perugia | 39 | 24 |    |   |   |    |    |     |
|  | 2.   | Foligno              | 37 | 24 |    |   |   |    |    |     |
|  | 3.   | Bastia               | 34 | 24 |    |   |   |    |    |     |
|  | 4.   | Narnese              | 29 | 24 | 12 | 5 | 7 | 43 | 24 | +19 |
|  | 5.   | Virtus               | 25 | 24 |    |   |   |    |    |     |
|  | 6.   | Angelana             | 21 | 24 |    |   |   |    |    |     |
|  | 7.   | Ponte Felcino        | 20 | 24 |    |   |   |    |    |     |
|  | 7.   | Sassonia             | 20 | 24 |    |   |   |    |    |     |
|  | 7.   | Nestor               | 20 | 24 |    |   |   |    |    |     |
|  | 10.  | Gualdo               | 17 | 24 |    |   |   |    |    |     |
|  | 11.  | Tiberis              | 16 | 24 |    |   |   |    |    |     |
|  | 12.  | Marconi Spoleto      | 9  | 24 |    |   |   |    |    |     |
|  | 13.  | Orvietana (-1)       | 2  | 24 |    |   |   |    |    |     |

Legenda:

      Promossa in Serie D 1960-1961 ed ammessa alle finali del Campionato Nazionale Dilettanti.
      Retrocessa in Seconda Categoria Umbra 1960-1961.
Regolamento:

Due punti a vittoria, uno a pareggio, zero a sconfitta.
Note:

La G.C.G. Grifo Perugia rinuncia alla promozione in Serie D.
L'Orvietana ha scontato 1 punto di penalizzazione.